# Prisme pentagonal augmenté
Pour les articles homonymes, voir J52.
Le Prisme pentagonal augmenté est une figure géométrique faisant partie des solides de Johnson (J52). Comme le nom l'indique, il peut être construit en augmentant un prisme pentagonal en attachant une pyramide carrée (J1) à une de ses faces équatoriales.
Les 92 solides de Johnson ont été nommés et décrits par Norman Johnson en 1966.